# Zaat
Zaat è un  film del 1975 diretto da Don Barton e Arnold Stevens. È una storia di genere horror fantascientifico. Il film è conosciuto anche con altri titoli fra cui Attack of the Swamp Creature, The Blood Waters of Dr. Z e Hydra.

## Trama
Per via di un esperimento lo scienziato pazzo nazista dottor Leopold si inietta un siero da lui creato, denominato ZAAT. Il suo intento era quello di creare un essere superiore ma in questo modo crea soltanto un mostro, con le sembianze di un uomo-pesce, parte alla ricerca di una compagna ma viene ostacolato da due agenti della INPIT (Inter-Nations Phenomena Investigation Team).

## Critica
(Fantafilm)